# Jisimdo
Jisimdo  är en ö i Sydkorea. Den ligger utanför ön Geojedo i provinsen Södra Gyeongsang, i den södra delen av landet, 300 km sydost om huvudstaden Seoul. Arean är 0,3 kvadratkilometer och den har 35 invånare.. Administrativt tillhör den Irun-myeon, en socken i stadskommunen Geoje.